# Las Tesmoforiantes
Las Tesmoforiantes (en griego Θεσμοφοριάζουσαι "las que celebran las Tesmoforias") o Las Fiestas de Ceres y Proserpina es una comedia escrita por el dramaturgo griego Aristófanes. Fue representada por primera vez en el año 411 a. C., probablemente durante las Grandes Dionisias, festival en honor del dios Dioniso que incluía representaciones dramáticas.

## Argumento
Eurípides se entera de que las mujeres de Atenas están conspirando para decidir su destino, enfadadas por cómo se las retrata en sus tragedias: aparecen como locas, asesinas, ninfómanas y suicidas (incluso sus protagonistas más favorecidas). Utilizan el festival de las Tesmoforias, una celebración anual dedicada a la fertilidad y a su diosa Deméter, como tapadera para tramar un plan que haga que Eurípides pague por sus injuriosas palabras.
Eurípides, aterrorizado por lo que estaba a punto de pasarle, va a buscar ayuda a la casa del afeminado poeta Agatón. Su plan es hacer que Agatón finja ser una mujer y vaya al debate de las Tesmoforias como infiltrado para así obtener información y hablar a su favor. Pero como este se niega, el viejo suegro de Eurípides, Mnesíloco, se ofrece a ir en su lugar. Eurípides, en una graciosa escena, lo afeita, lo viste con las ropas de mujer que Agatón le había prestado, y lo envía a las Tesmoforias.
En la asamblea, las mujeres expresan por turnos su desagrado por Eurípides, sobre todo porque sus maridos ya no se fían de ellas tras haber visto sus tragedias. Cuando le toca a Mnesíloco, dice cosas aún peores de las mujeres que las que dijo su yerno, y éstas se crispan con sus palabras. Justo entonces llega Clístenes para avisarlas de que Eurípides había enviado a un hombre disfrazado de mujer y que estaba entre ellas.
Las mujeres sospechan de Mnesíloco, y señalan que es la única a la que no conocen. Después de quitarle la ropa, ven que es un hombre. Entonces este coge una bota de vino, y pretende pasarla por un bebé al que tomó como rehén, pero no le sirve. Llaman a las autoridades, y Mnesíloco es hecho preso.
Eurípides intenta liberarlo distrayendo a los guardias con frases sacadas de sus tragedias. La primera es de Helena; Mnesíloco hace de Helena de Troya; y Eurípides, de Menelao. Esta primera triquiñuela les falla, así que ahora lo intentan con una escena de Andrómeda. Eurípides se viste como el legendario héroe Perseo, y aparece en escena "volando" y sujeto por una máquina típicamente usada en el teatro griego para realizar el efecto deus ex machina, pero también falla.
La tercera vez que Eurípides aparece para salvar a su suegro, descubren su verdadera identidad. Entonces envía a una bailarina y flautista para distraer al guardia, y promete a las mujeres que nunca más volverá a hablar mal de ellas en sus obras. Consigue salvarse a sí mismo y a Mnesíloco de la ira de la población femenina, y la comedia tiene un final feliz.